# Daliyah
Daliyah (tiếng Ả Rập: الدالية) là một ngôi làng Syria ở quận Jableh thuộc tỉnh Latakia. Theo Cục Thống kê Trung ương Syria (CBS), Daliyah có dân số 4.540 trong cuộc điều tra dân số năm 2004.